# Calcedonia
La calcedonia es un mineral de sílice (SiO2) de estructura microcristalina. Tradicionalmente considerada una variedad de cuarzo, más recientemente se ha visto que en realidad es una mezcla de cuarzo con moganita, mineral de igual fórmula química pero monoclínico, produciendo la mezcla los bandeados típicos de algunas de las variedades de calcedonia.

## Etimología
Su nombre deriva de Calcedonia, una antigua ciudad griega y bizantina, localizada en la parte asiática de la región del Bósforo.

## Cristalización y aspecto
Una de las principales características de la calcedonia desde el punto de vista mineralógico es su estructura. Como ya se ha dicho antes, se trata de un mineral relacionado con el cuarzo, con el que comparte la misma fórmula química; sin embargo, la calcedonia no forma cristales bien desarrollados. Los cristales que dan cuerpo a este mineral son diminutos, tan pequeños que resultan inapreciables, y se encuentran densamente empaquetados unos con otros para formar unas fibras que quedan inmersas en una matriz más o menos amorfa. Esta estructura se conoce con el nombre de microcristalina.
Debido a este denso empaquetamiento, la calcedonia suele aparecer en formas radiales, estalactíticas, arriñonadas o arracimadas, así como en masas amorfas o nodulares de coloración variable. 

### Flor de calcedonia
Las flores de calcedonia son concreciones que se forman muy lentamente. Suelen hacerlo en las largas fisuras de algunas formaciones basálticas, lo que hace que los ejemplares presenten un aspecto bastante aplanado. Tienen un nódulo más o menos esférico y de color variable, entre blanco, amarillo y gris. A partir de este nódulo se extienden unas superficies rugosas de un bello gris azulado, aunque también pueden adquirir, formando bandas concéntricas, tonos negros o blancos. Estas superficies rugosas pueden ser planas o alzarse en forma de cuenco, formando las flores. 
La formación de los cristales en el borde de la calcedonia se produce cuando el líquido mineralizante rico en sílice es limpio y circula en suficiente cantidad y lentamente.
Algunas calcedonias flor están a veces cubiertas por otros minerales, especialmente cristales de calcita o de hematites.
Las flores de calcedonia de Brasil pueden producir fluorescencia amarilla intensa, sobre todo si tienen intercalados en su estructura niveles de ópalo blanco o la variedad hialita.

## Variedades

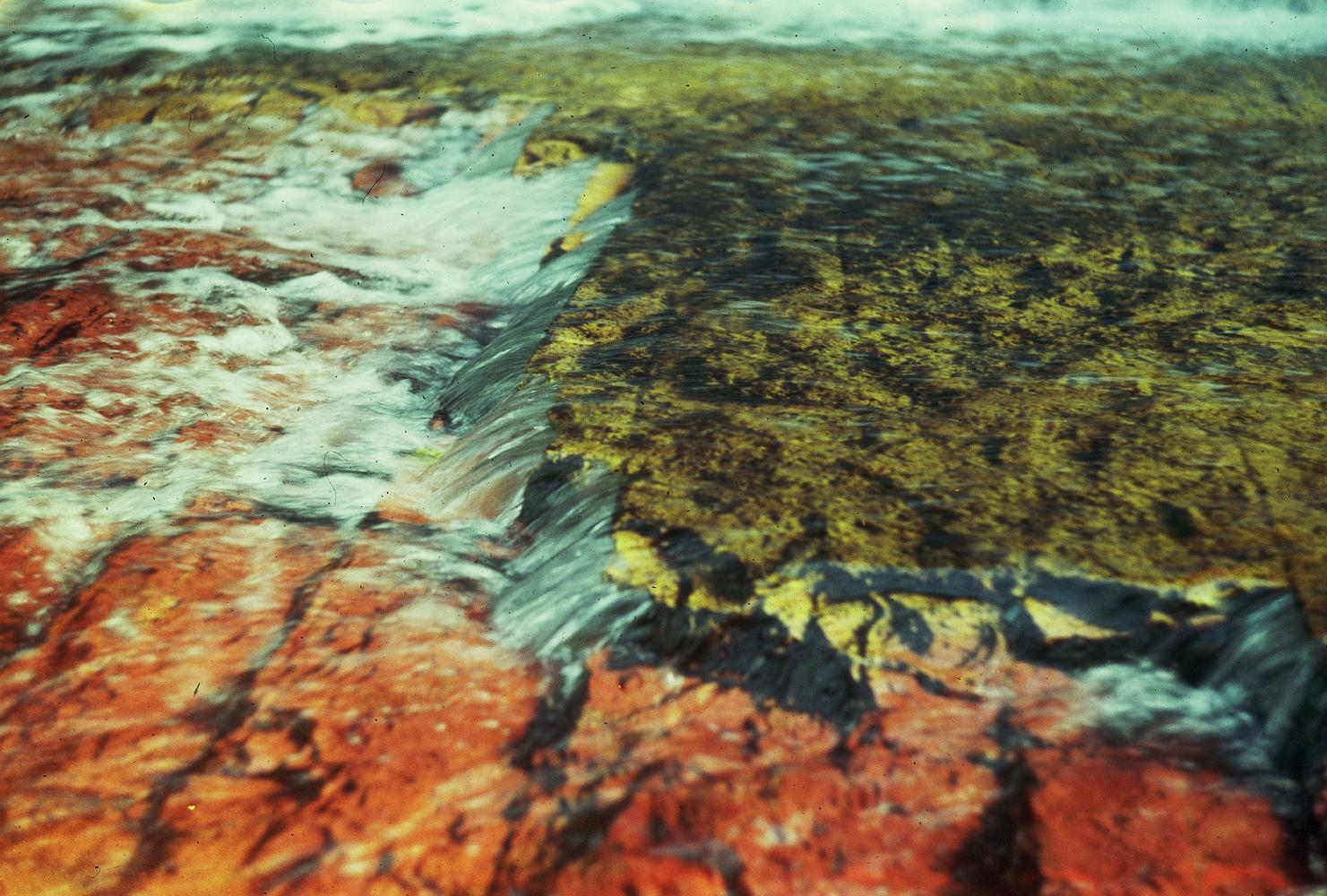
La quebrada de Jaspe en Gran Sabana (Venezuela), por su nombre suele confundirse con un depósito de jaspe, sin embargo, de acuerdo a estudios geológicos en el lugar se ha podido identificar que en su defecto la quebrada de Jaspe en realidad es toba volcánica.

Pese a que la calcedonia se podría definir en sí misma como una variedad del cuarzo microcristalino, el nombre engloba, en realidad, a un amplio conjunto de minerales que comparten las mismas características estructurales y químicas, pero que en Gemología se consideran rocas diferentes ya que presentan importantes variaciones en cuanto a otras propiedades físicas de gran importancia, tales como el aspecto o el color. En este grupo se integran minerales como la carneola o el xilópalo. 
En algunos casos solo se incluyen bajo el nombre general de calcedonia las variedades microcristalinas fibrosas, de manera que los agregados naturales, como el jaspe, quedan fuera y forman un grupo aparte.
Muchas piedras semipreciosas, son de hecho, formas de calcedonia. Las variedades más notables de la calcedonia son las siguientes:
- Calcedonias azules, amarillentas o incoloras, siempre lechosas.
- Cornalina, de color anaranjado a rojizo.
- Crisoprasa, de color verde, siendo el verde manzana el más apreciado, conteniendo pequeñas cantidades de níquel.
- Heliotropo o Sanguina, verde, pero con manchitas rojas de óxido de hierro.
- Plasma, verde uniforme oscuro, debido a inclusiones de clorita.
- Prasa, Práseo o Cuarzo prásio, verde oscuro con inclusiones de actinolita.
- Sardo, de color pardo.

## Aplicaciones y características en gemología
La calcedonia encuentra sus aplicaciones más importantes en el ámbito de la Gemología debido tanto a la belleza de algunas de sus variedades como a algunas de sus características físicas. 
La relativa facilidad con la que se puede trabajar la calcedonia hace que su utilización en gemología para la elaboración de joyas sea habitual, sobre todo la de algunas variedades especialmente bellas debido a su coloración natural. De todas formas, su valor fue mucho más elevado en la Antigüedad, cuando era considerada una de las más valiosas piedras duras.

### La variedad azul
La calcedonia azul es la que posee un mayor valor comercial y se suele trabajar en cabujón o en láminas planas cuya transparencia puede ser muy variable. Las mejores piedras para estos trabajos proceden de los yacimientos locacalizados en Namibia. En la actualidad es frecuente encontrar gemas de calcedonia azul que, en realidad, son tallas de calcedonia común o grisácea y que han sido manipuladas y teñidas para lograr la imitación. En este caso el material resultante suele ser de un color más uniforme. Para realizar estas imitaciones se utiliza una base de ágata, de manera que un examen cuidadoso permite adivinar el bandeado característico de esta que ha sido parcialmente escondido por el tinte.

### Tintes naturales
La estructura de la calcedonia provoca una disminución de la dureza y otras características físicas respecto a las que presentan las variedades macrocristalinas del cuarzo. Además, su escasa homogeneidad permite la aparición de poros diminutos a los cuales este mineral puede absorber diversos tintes que varían su coloración natural.
Pero no todas las calcedonias teñidas tienen origen artificial. Algunas variedades deben su coloración, en ocasiones muy bella, a la presencia de impurezas en su estructura. Este es el caso de la variedad conocida con el nombre de mtorodita o mtorolita, descubierta en Rodesia (actual Zimbabue) en 1955 y cuya atractiva coloración verde se debe a la presencia de cromo.

### Uso industrial
La calcedonia posee unas propiedades similares a las del cuarzo (ver artículo correspondiente), por lo que podría ser usada con los mismos fines que el anterior mineral. Además, algunas características físicas descritas anteriormente podrían permitir utilizarla con diversos fines. Con todo, prácticamente su utilización está reducida a la Gemología.